# Roccella Ionica
Roccella Ionica ou Roccella Jonica (Rucceja en dialecte calabrais de Roccella Ionica et en sicilien, Rupella en latin) est une commune italienne de la province de Reggio de Calabre, dans la région Calabre.
La ville de Roccella Ionica se trouve sur la côte de la mer Ionienne appelée Costa dei gelsomini et est probablement bâtie à l'emplacement de la cité grecque d'Amphisya.

## Géographie

### Hameaux
Sprigliano,, Randacoli, Bosco Catalano, Canne, Cutunizza, Ferraro, Mancino, Spanò.

### Communes limitrophes
Caulonia, Gioiosa Ionica, Marina di Gioiosa Ionica, Martone, Nardodipace.

## Monuments et lieux d'intêret
- Citadelle Médiévale de Roccella. Les vestiges de la citadelles médiévales sont visitables grâce à une promenade panoramique qui, à partir du torrent Zirgone, va de la côte au promontoire sur lequel se trouve l'ancienne citadelle et aboutit à la tour de garde médiévale connu sous le nom de Torre di Pizzofalcone.
- Château de Roccella Ionica
- Port touristique delle Grazie
- Théâtre du Château
- Colonnes Melissari
- Front de Mer de Roccella Ionica
- Borgo Marinaro
- Borgo Antico (la Vieille Ville)
- Vicoli Picatari

### Architecture religieuse
- Église Matrice de Saint Nicolas de Bari
- Église San Nicola Ex Aleph (Saint Nicolas)
- Église di Santa Anastasia (de Sainte Anastasie)
- Église di San Giuseppe (de Saint Joseph)
- Église di San Sostene (de Saint Sosthène)
- Sanctuaire Madonna Santissima delle Grazie (Sainte Vierge des Grâces)
- Couvent des minimi

### Palais
- Palazzo Baudille
- Palazzo Congiusta
- Palazzo Englen
- Palazzo Placido
- Palazzo Rossetti
- Palazzo Ursini
- Palazzo Minici
- Villa Carafa
- Villa Alicastro
- Villa Minici

## Histoire et toponymie
Roccella Ionica aurait des origines très anciennes remontant à la Grande-Grèce. En effet, la ville aurait été bâtie sur l'emplacement de l'ancienne cité grecque d'Amphisya dont fait mention le poète latin Ovide.
Au Xe siècle, la ville se nomme Rupella, puis Arocella, et prend enfin sa dénomination actuelle de Roccella en ceci qu'elle est bâtie sur un promontoire (une rocca en italien).
Le premier témoignage de l'existence de Roccella Ionica remonte à 1270 avec le don du château de Roccella de San Vittorio à Gualtieri de Collepietro par Charles Ier de Sicile. C'est le premier document où le nom de la ville apparait uni à celui de son saint patron, San Vittorio di Cesarea.
Roccella subit pendant plusieurs siècles des raids sarrasins en ceci qu'elle était la seule ville de la côte ionienne située à proximité de la mer. Cela est d'ailleurs représenté sur le blason de la ville où l'on voit le saint patron de Roccella Ionica qui lutte contre un Maure.
Du XIVe au XVe siècle, la cité de Roccella Ionica fut une principauté appartenant aux comtes Ruffo de Catanzaro. En effet, le premier à gouverner Roccella fut Pietro III Ruffo en 1331. Vers la fin du XIVe siècle, Roccella fut donnée en dot au beau-fils de Pietro III, Ruggero Sanseverino de Mileto. Elle repassa ensuite aux mains des Ruffo qui la perdirent au profit des comtes de Gerace avant d'être finalement récupérée en 1419 par Nicolò Ruffo. Arrivée aux mains d'Antonio Centelles par son mariage avec Enrichetta Ruffo di Calabria, Roccella lui fut enlevée par le roi Alphonse V d'Aragon en 1445 pour le punir, car il s'était rebellé et la ville fut donnée au Sicilien Galeotto Baldaxi qui resta seigneur de Roccella jusqu'à ce qu'Antonio Centelles fût pardonné en 1462. En 1479, Roccella devint un fief de la famille Carafa et elle le resta jusqu'en 1806.

Feudataires de Roccella Ionica

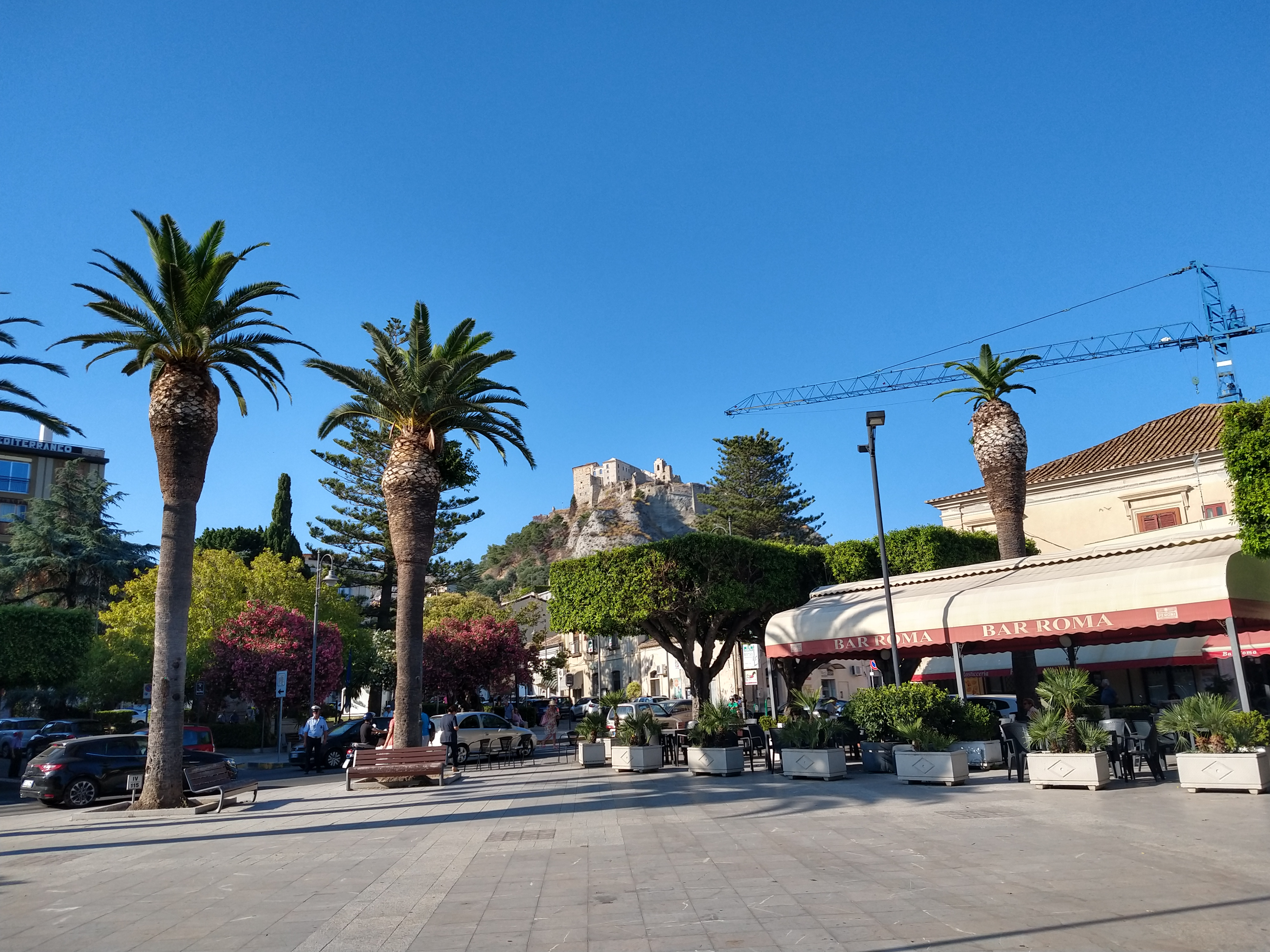
Piazza San Vittorio 2019.
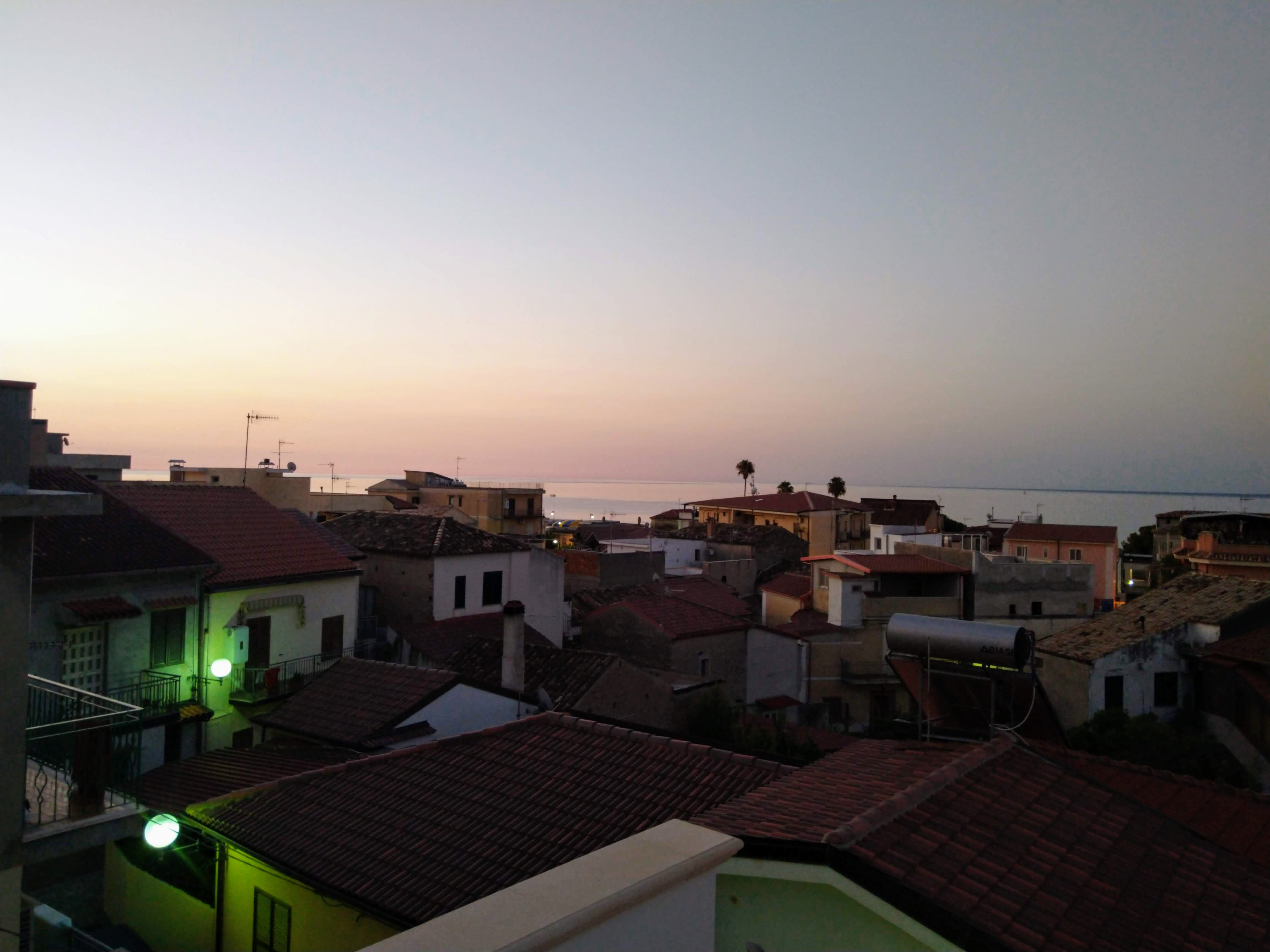
Vista dalla via Palmare, sotto il castello.
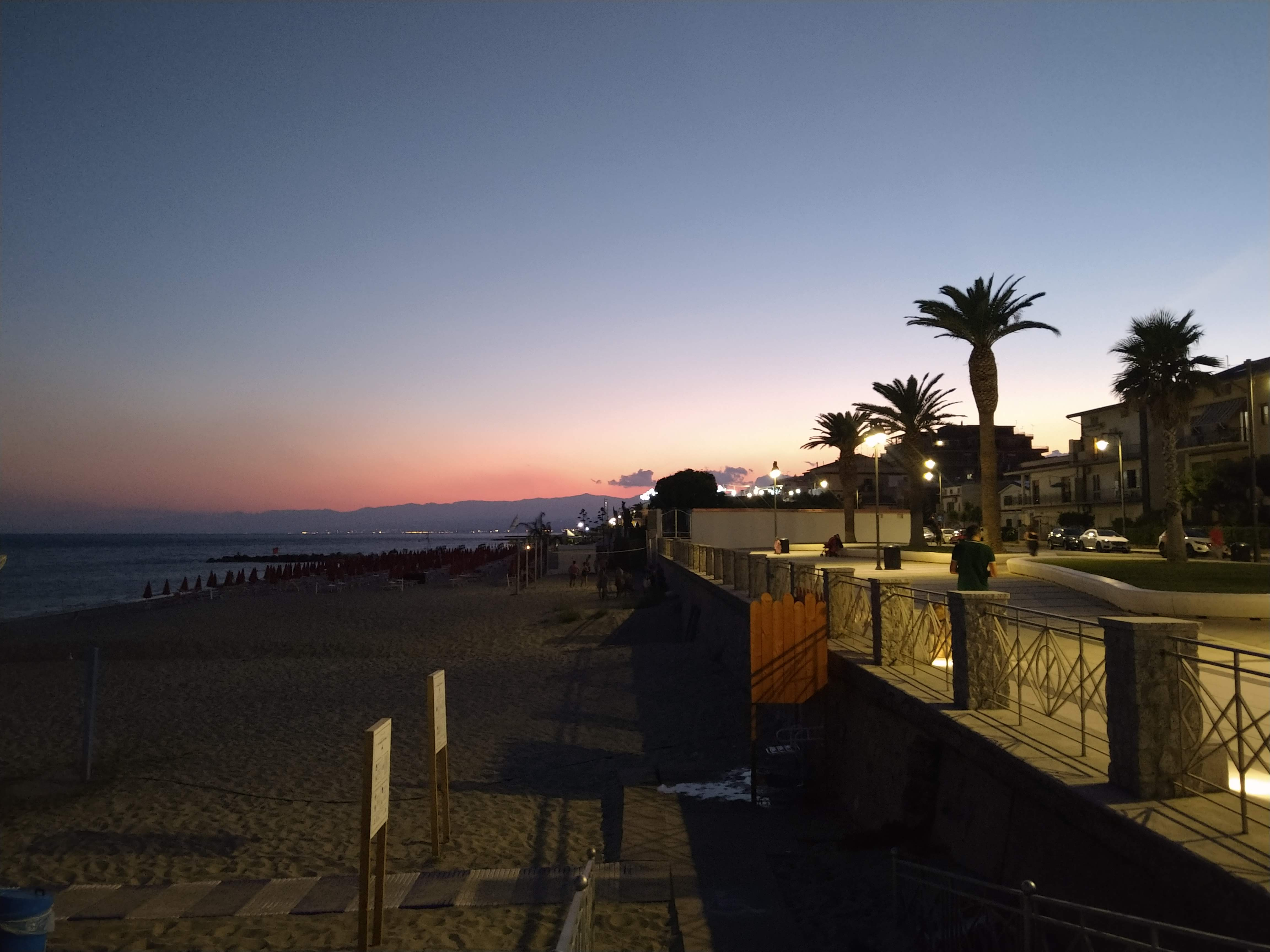
Lungo mare di Roccella Ionica.
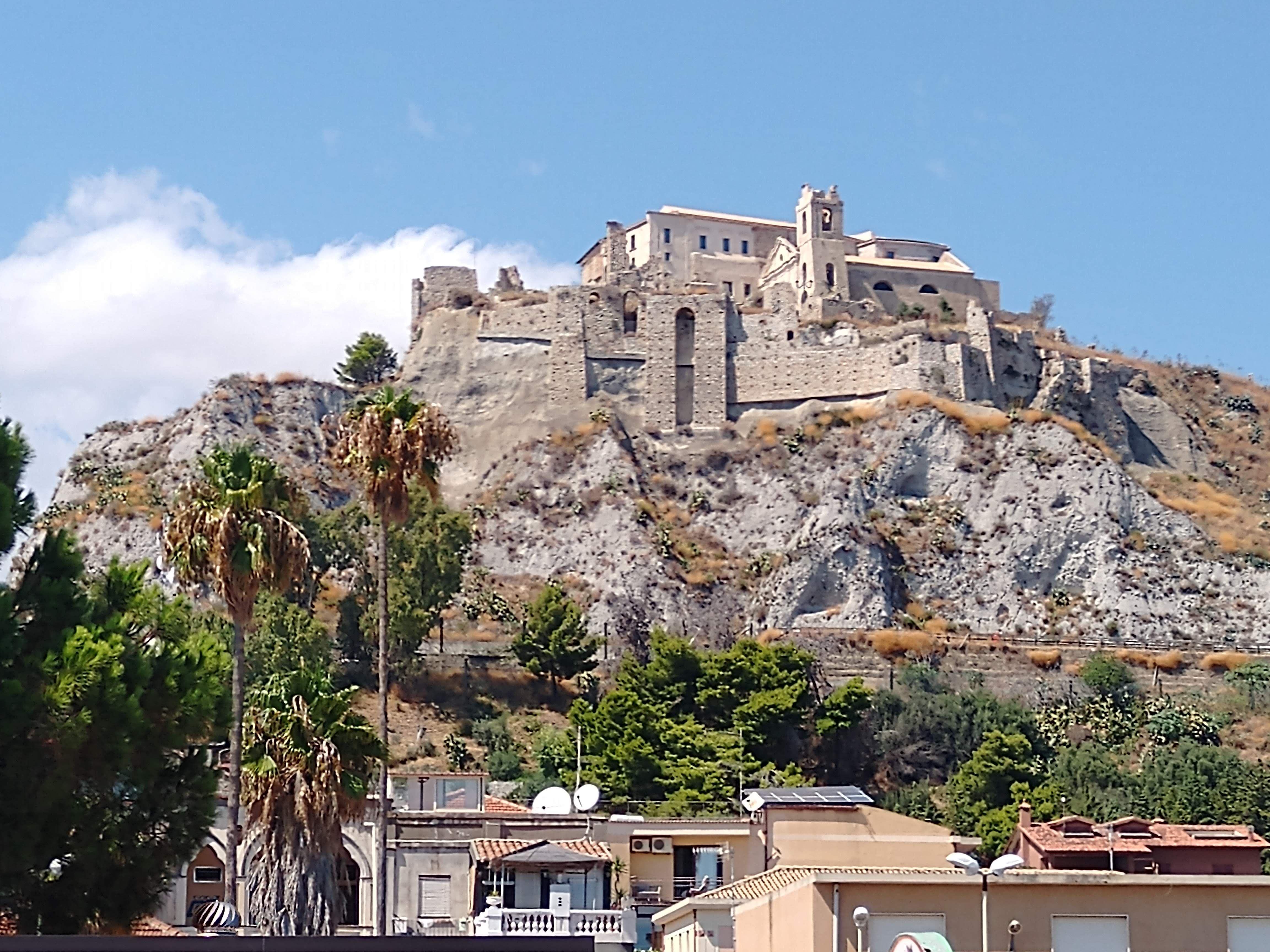
Castello di Roccella Ionica.
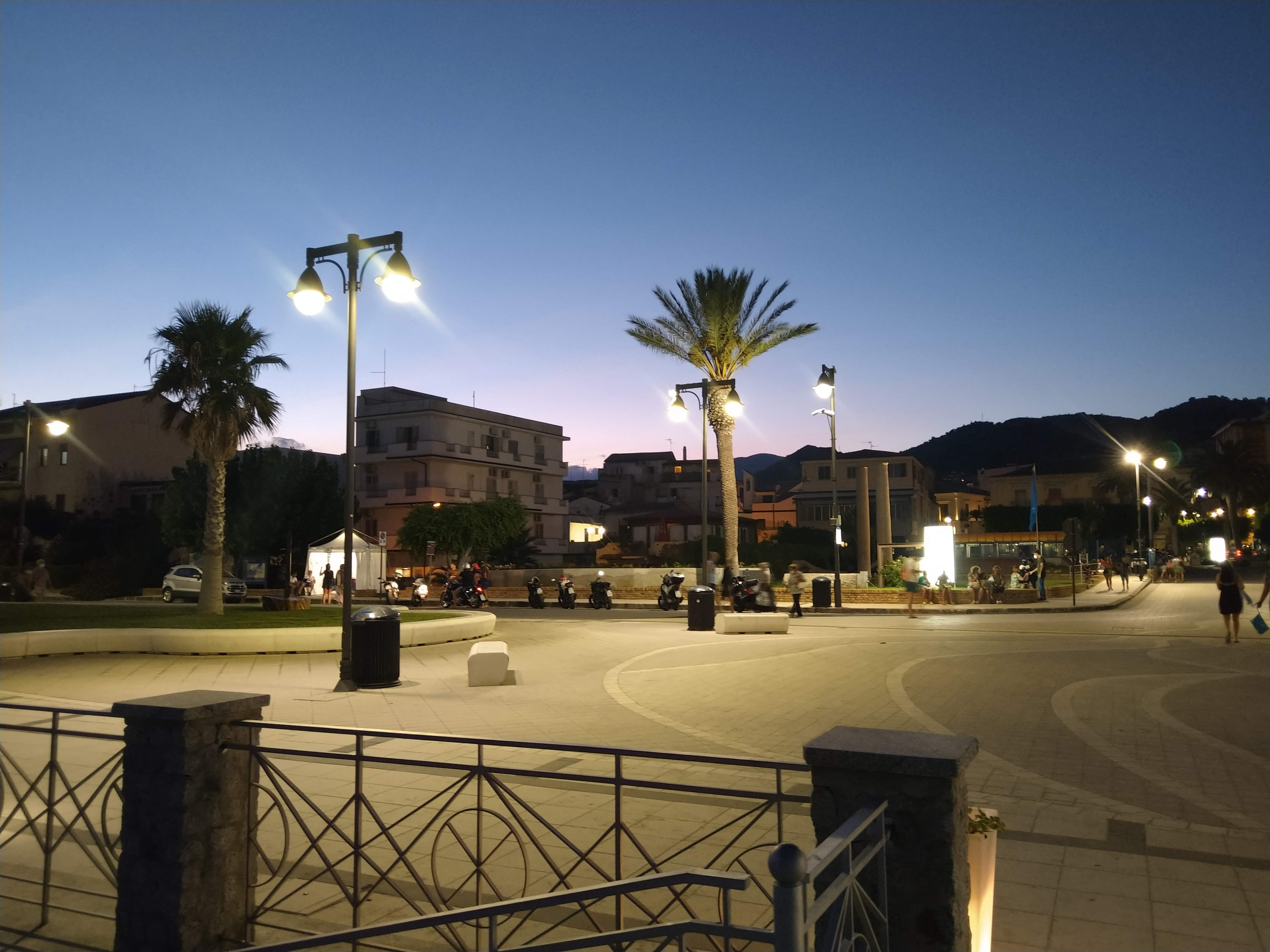
Rocccella vista dal lungo mare.
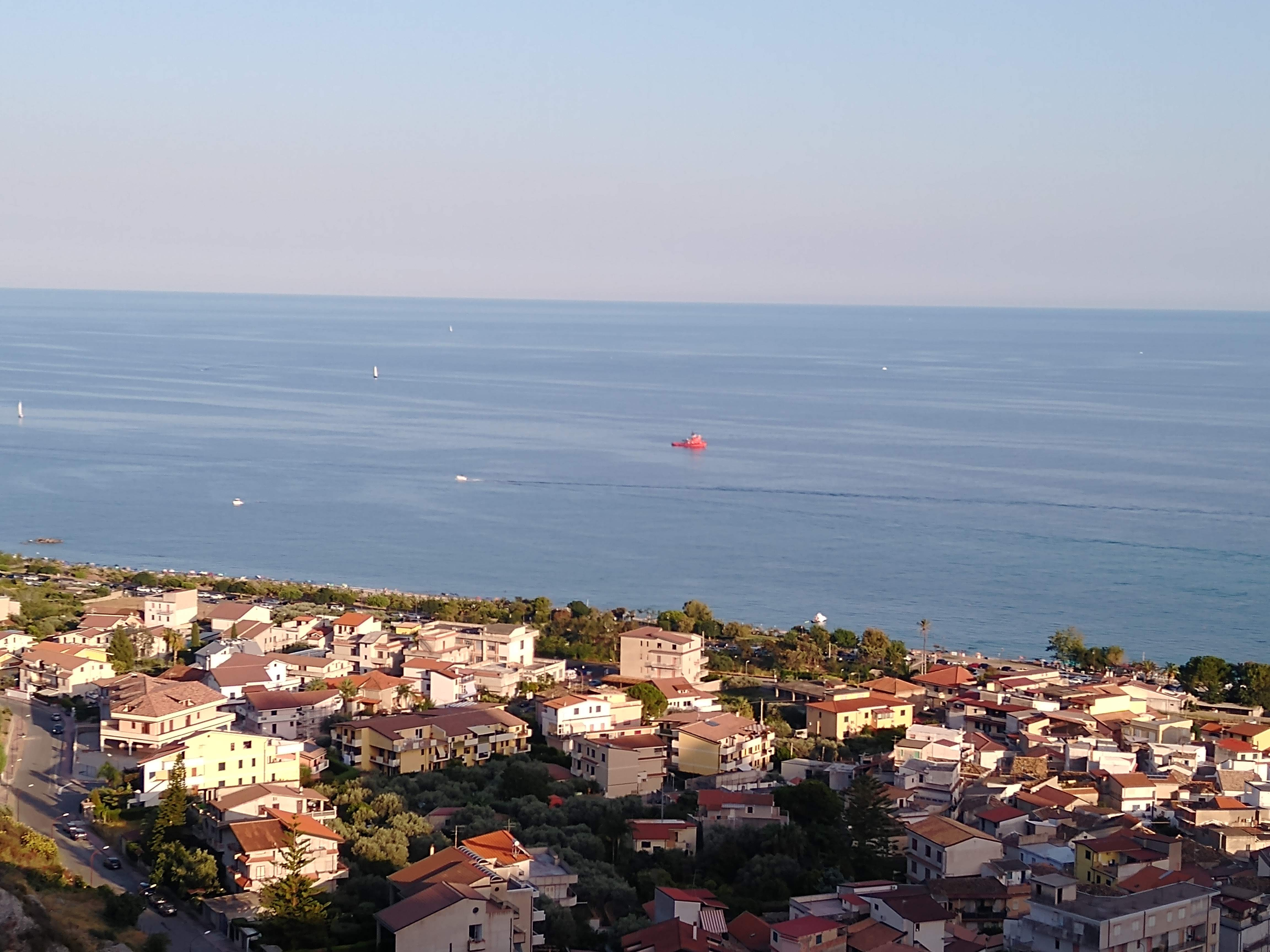
Vista dal castello.
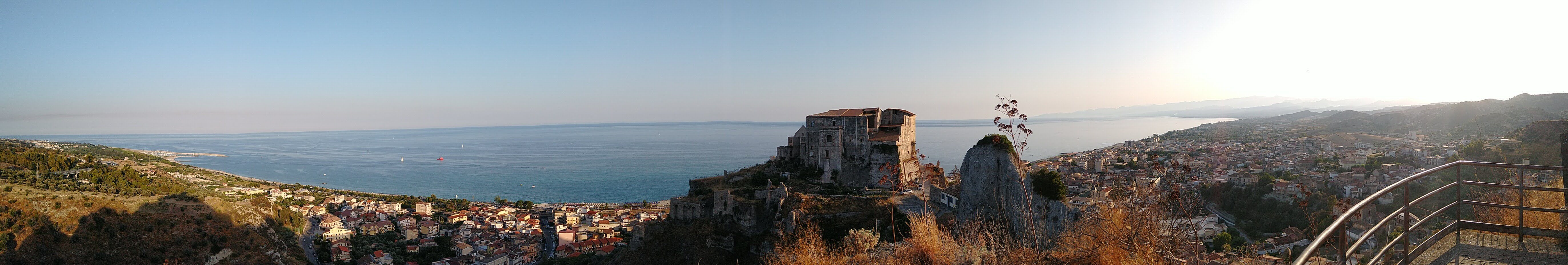
Panorama dal castello.
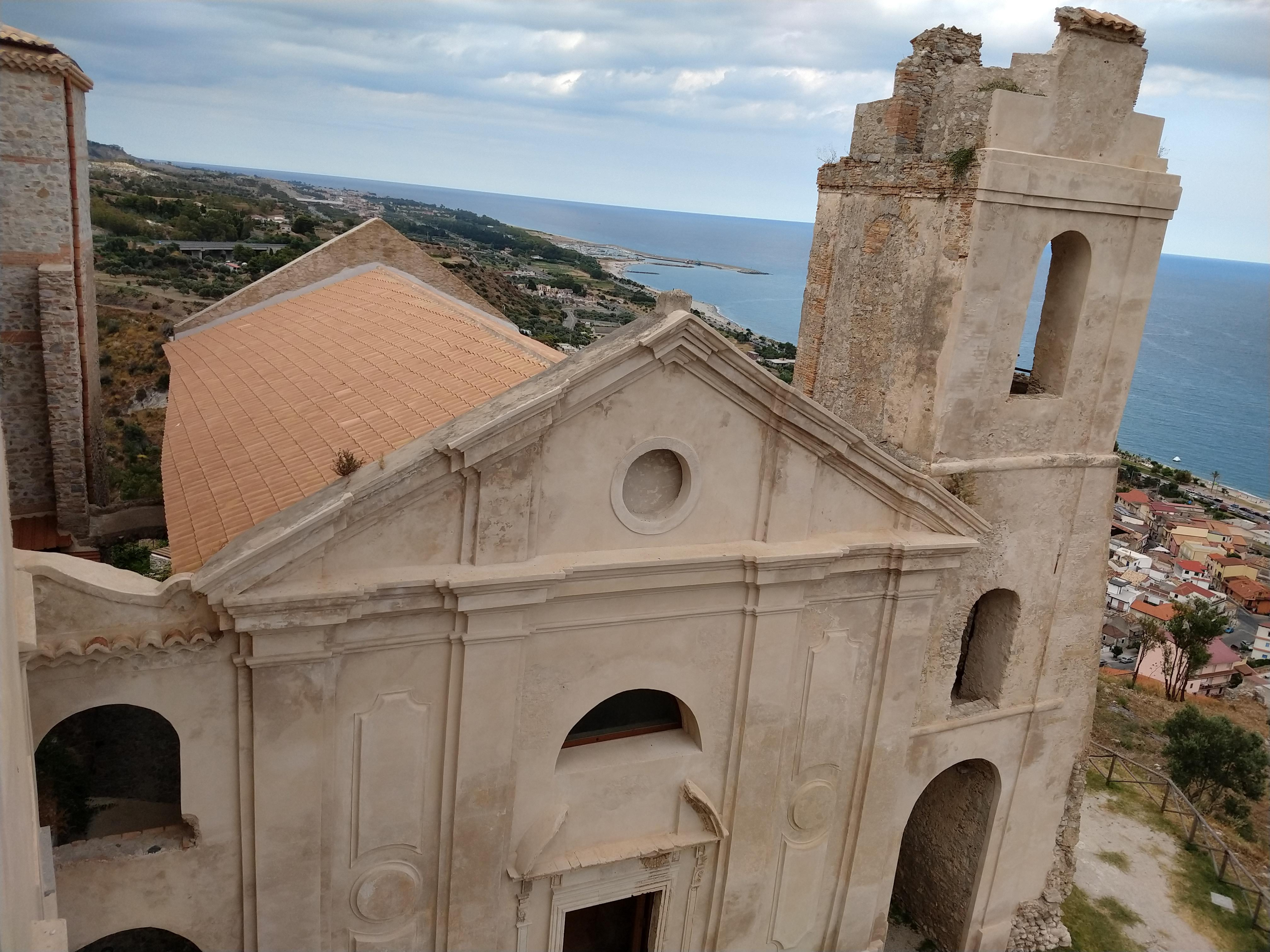
Castello Carafa vista dall'alto.
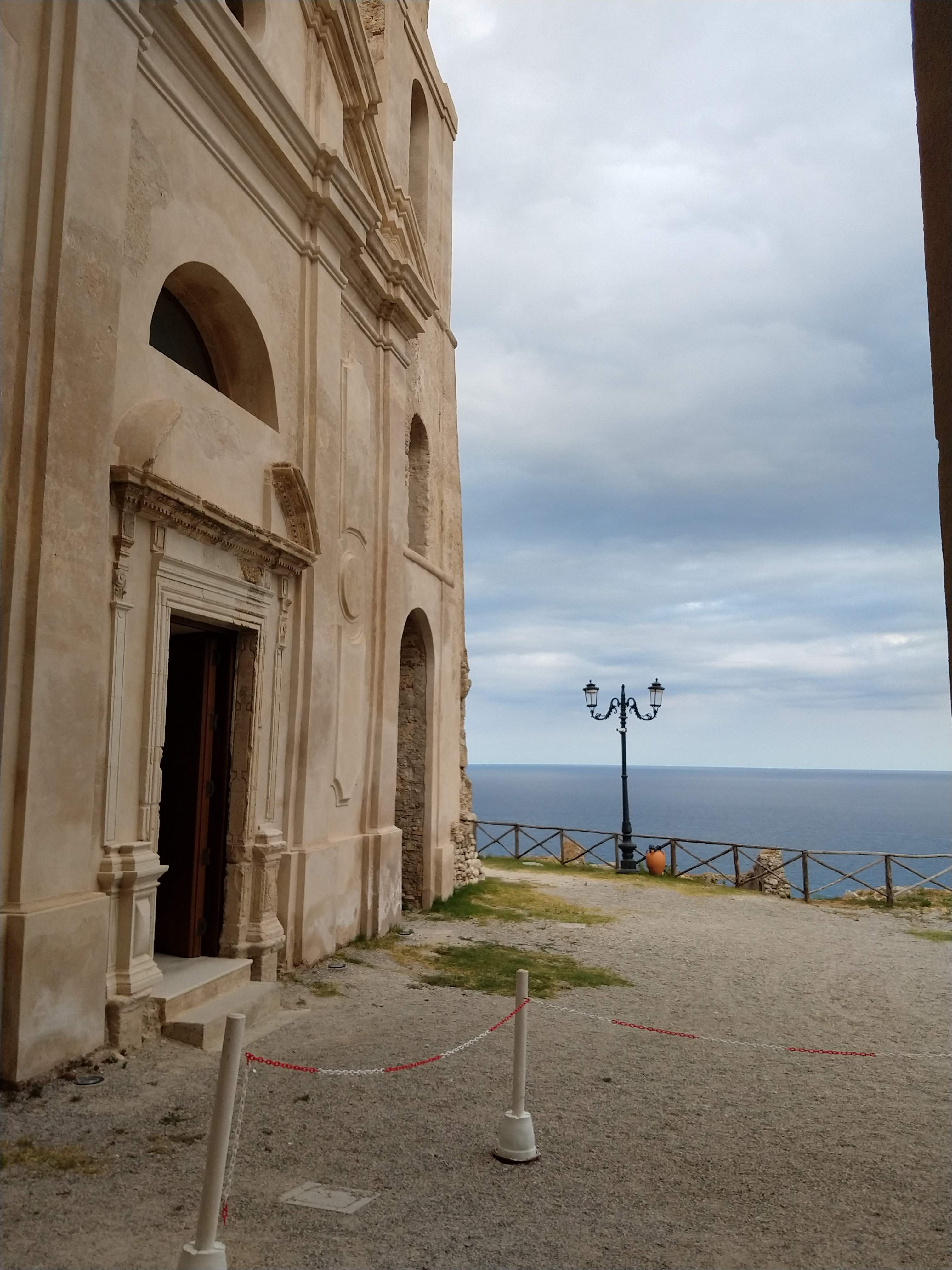
Castello Carafa, piazza ingresso.
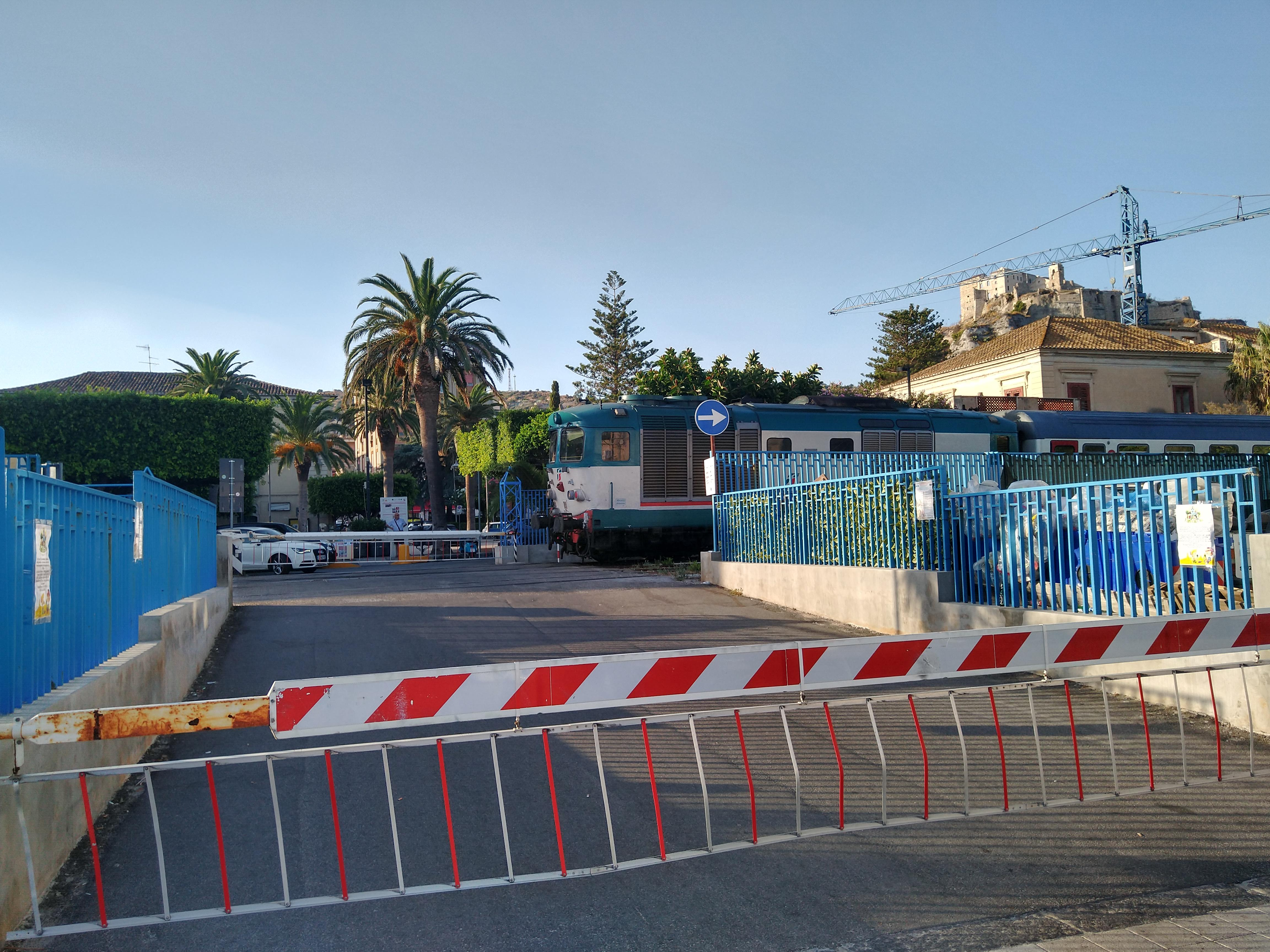
Passaggio a Livello verso centro Roccella, vista Castello sul fondo.
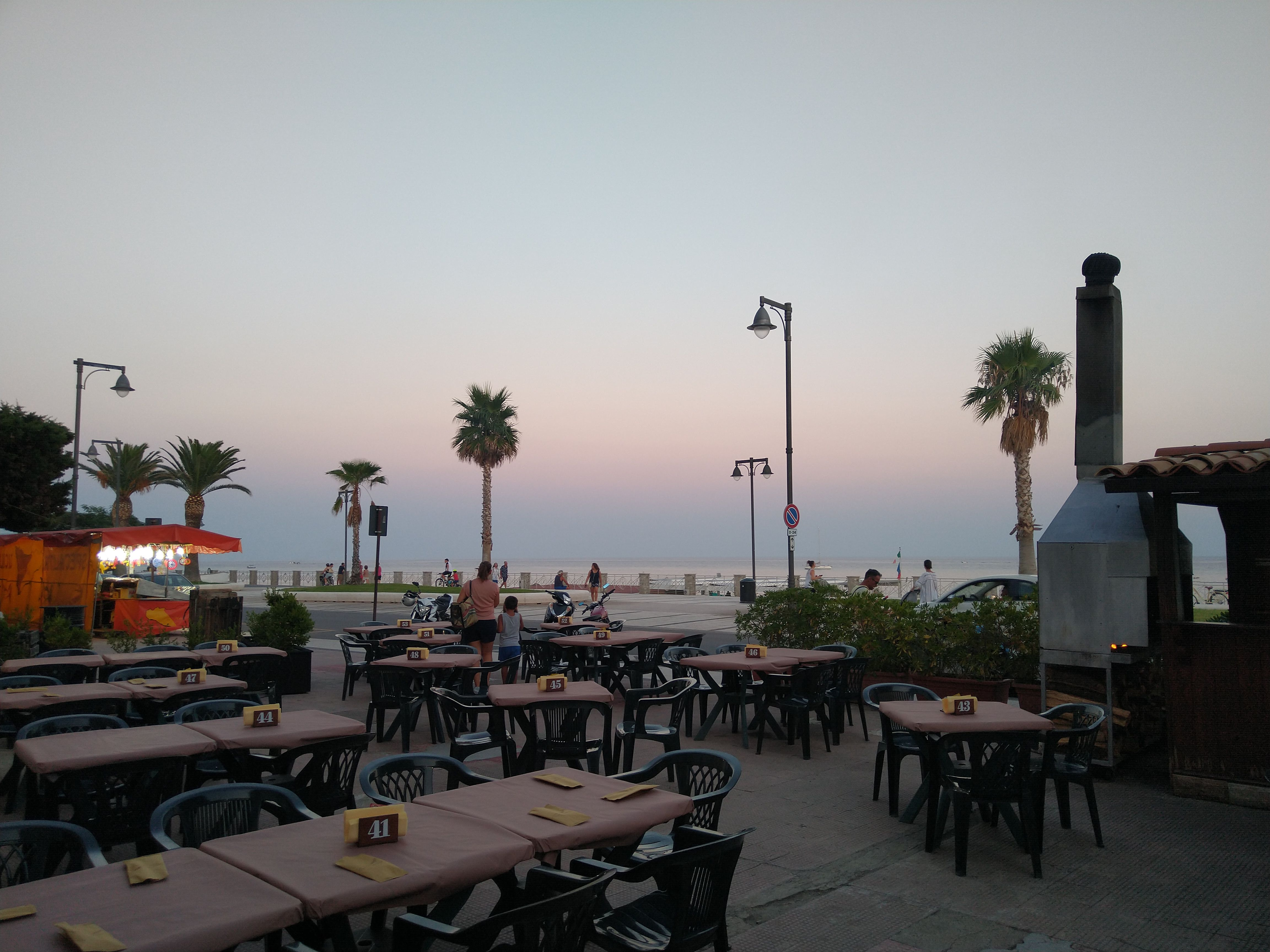
Lungo mare Roccella Ionica, inizio serata.
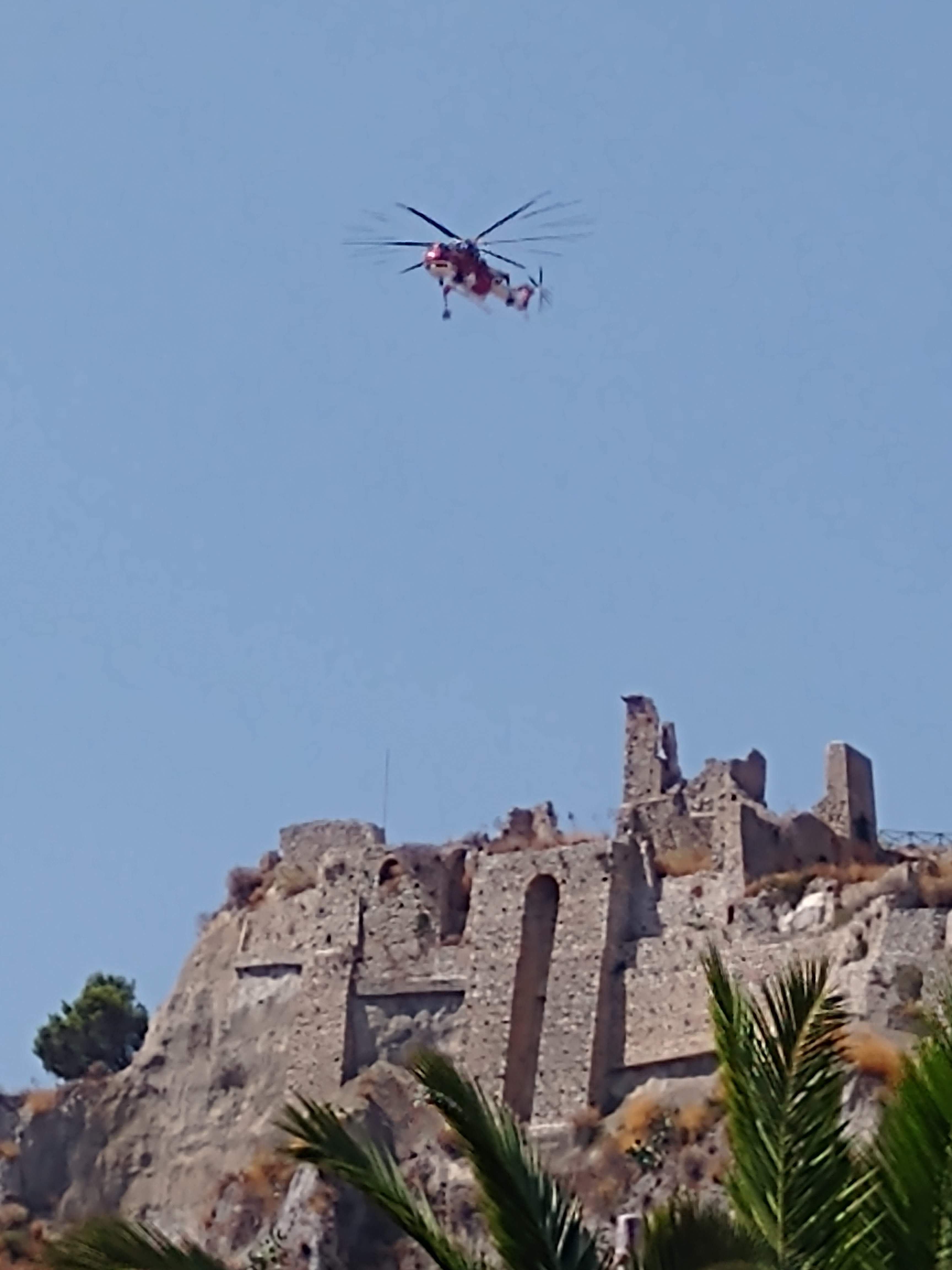
Castello Carafa.
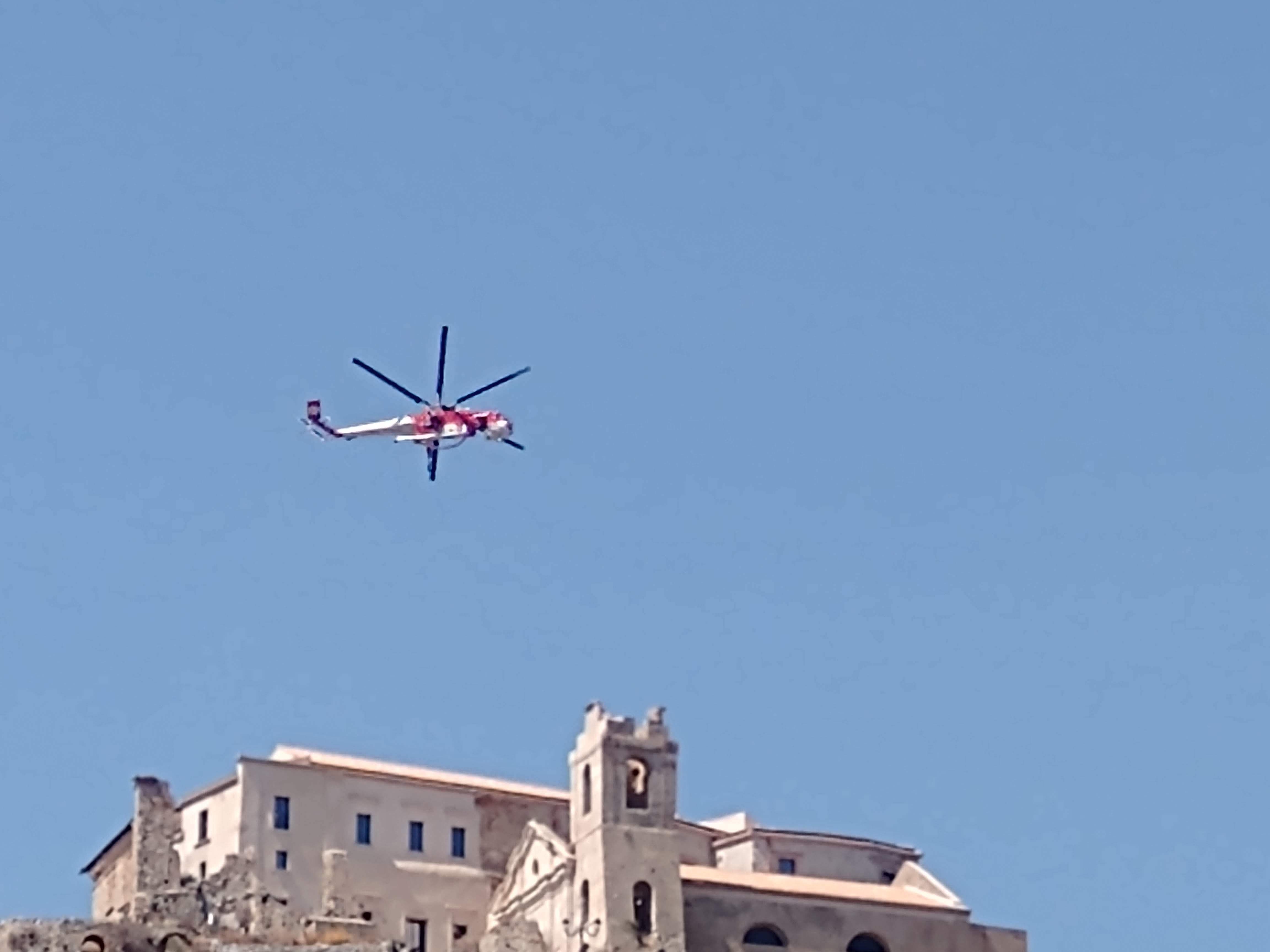
Castelllo Carafa.
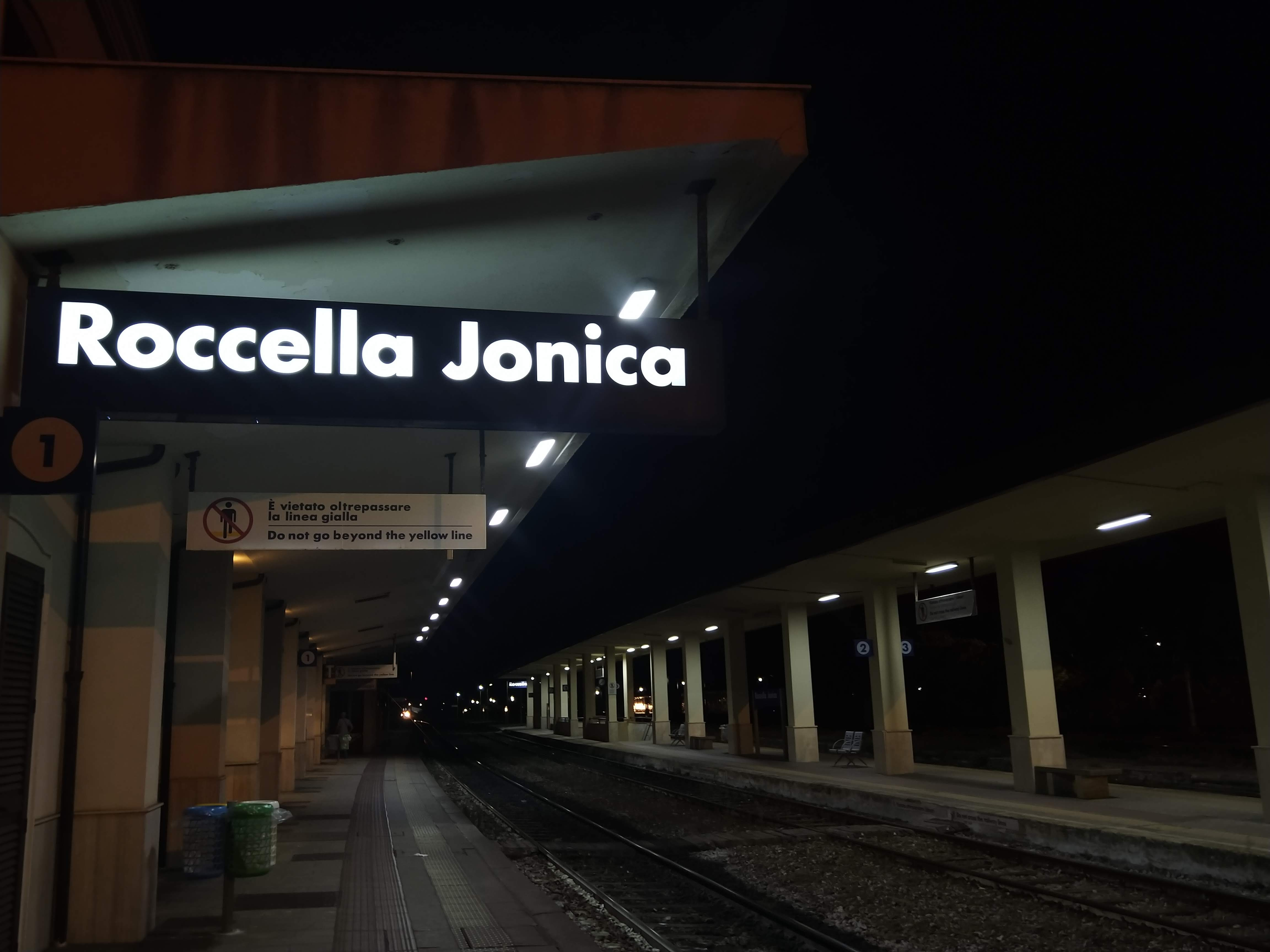
Stazione di Roccella Ionica.

| Rang | Nom                                               | Début | Fin  | Dynastie           | Armoiries          | Titre                |
| ---- | ------------------------------------------------- | ----- | ---- | ------------------ | ------------------ | -------------------- |
| 1    | Gualtieri de Collepietro                          | 1270  | 1331 | De Collepietro     | ?                  |                      |
| 2    | Pietro III Ruffo                                  | 1331  | 1340 | Ruffo de Calabre   |                    |                      |
| 3    | Antonio ou Antonello Ruffo                        | 1340  | 1377 | Ruffo de Calabre   |                    |                      |
| 4    | Nicolò Ruffo                                      | 1377  | 1434 | Ruffo de Calabre   |                    |                      |
| 5    | Giovannella Ruffo Colonna                         | 1434  | 1435 | Ruffo de Calabre   |                    |                      |
| 6    | Enrichetta Ruffo di Calabria                      | 1435  | 1441 | Ruffo de Calabre   |                    |                      |
| 7    | Enrichetta Ruffo di Calabria et Antonio Centelles | 1441  | 1445 | Centelles          |                    |                      |
| 8    | Galeotto Baldaxi                                  | 1445  | 1462 | ?                  | ?                  | Marquis de Roccella  |
| 9    | Antonio Centelles                                 | 1462  | 1479 | Centelles          |                    |                      |
| 10   | Jacopo Carafa                                     | 1479  | 1488 | Carafa della Spina |                    | Seigneur de Roccella |
| 11   | Vincenzo Ier Carafa                               | 1488  | 1528 | Carafa della Spina |                    | Seigneur de Roccella |
| 12   | Giovanbattista Carafa                             | 1528  | 1553 | Carafa della Spina |                    | Seigneur de Roccella |
| 13   | Girolamo Carafa                                   | 1553  | 1574 | Carafa della Spina | Comte de Roccella  |                      |
| 14   | Fabrizio Ier Carafa                               | 1574  | 1630 | Carafa della Spina | Prince de Roccella |                      |
| 15   | Girolamo II Carafa                                | 1630  | 1652 | Carafa della Spina | Prince de Roccella |                      |
| 16   | Fabrizio II Carafa                                | 1652  | 1671 | Carafa della Spina | Prince de Roccella |                      |
| 17   | Carlo Maria Carafa Branciforte                    | 1671  | 1695 | Carafa della Spina | Prince de Roccella |                      |
| 18   | Giulia Carafa Branciforte                         | 1695  | 1707 | Carafa della Spina | Prince de Roccella |                      |
| 19   | Vincenzo III Carafa                               | 1707  | 1728 | Carafa della Spina | Prince de Roccella |                      |
| 20   | Gennaro Ier Maria Carafa Cantelmo Stuart          | 1728  | 1774 | Carafa della Spina | Prince de Roccella |                      |
| 21   | Vincenzo IV Maria Carafa                          | 1774  | 1806 | Carafa della Spina | Prince de Roccella |                      |

### Feudatairesde courtoisie[6]
| Rang | Nom                      | Début | Fin    | Dynastie           | Armoiries | Titre                           |
| ---- | ------------------------ | ----- | ------ | ------------------ | --------- | ------------------------------- |
| 22   | Vincenzo IV Maria Carafa | 1806  | 1814   | Carafa della Spina |           | Prince de Roccella (courtoisie) |
| 23   | Gennaro Maria Carafa     | 1814  | 1851   | Carafa della Spina |           | Prince de Roccella (courtoisie) |
| 24   | Vincenzo V Carafa        | 1851  | 1879   | Carafa della Spina |           | Prince de Roccella (courtoisie) |
| 25   | Gennaro Carafa           | 1879  | 1903   | Carafa della Spina |           | Prince de Roccella (courtoisie) |
| 26   | Luigi Carafa             | 1903  | 1913   | Carafa della Spina |           | Prince de Roccella (courtoisie) |
| 27   | Vincenzo Carafa          | 1913  | 1918   | Carafa della Spina |           | Prince de Roccella (courtoisie) |
| 28   | Gennaro Carafa           | 1918  | 1982   | Carafa della Spina |           | Prince de Roccella (courtoisie) |
| 29   | Gregorio Carafa          | 1982  | actuel | Carafa della Spina |           | Prince de Roccella (courtoisie) |

## Démographie
Histogramme de l'évolution démographique

## Administration
| Période                                  | Période | Identité            | Étiquette                                 | Qualité                                    |
| ---------------------------------------- | ------- | ------------------- | ----------------------------------------- | ------------------------------------------ |
| Les données manquantes sont à compléter. |         |                     |                                           |                                            |
| 1870                                     | 1872    | Giuseppe Nanni,     |                                           | Parlementaire de l'Italie unifié           |
| Les données manquantes sont à compléter. |         |                     |                                           |                                            |
|                                          | 1895    | Antonio De Angelis  |                                           |                                            |
| Les données manquantes sont à compléter. |         |                     |                                           |                                            |
| 1944                                     | 1946    | Giuseppe Cappelleri |                                           | Député de la République italienne          |
| 1946                                     | 1949    | Giuseppe Tassone    |                                           | Ordre du Mérite de la République italienne |
| 1950                                     | 1953    | Giuseppe Misuraca   |                                           |                                            |
| 1954                                     | 1956    | Giuseppe Carella    |                                           |                                            |
| 1956                                     | 1958    | Vincenzo Lagana     |                                           |                                            |
| 1958                                     | 1960    | Vittorio Capocasale |                                           | Docteur (titre)                            |
| 1960                                     | 1965    | Luigi De Angelis    |                                           | Docteur (titre)                            |
| 1965                                     | 1970    | Bruno Zito          |                                           | Docteur (titre)                            |
| 1970                                     | 1980    | Giuseppe Tassone    |                                           | Avocat                                     |
| 1980                                     | 1990    | Antonio Zito        |                                           | Docteur (titre)                            |
| 1990                                     | 1991    | Antonino Leggio     |                                           | Docteur (titre)                            |
| 1992                                     | 1993    | Annamaria Malara    |                                           | Docteur (titre)                            |
| 1993                                     | 1993    | Andrea Bova         |                                           |                                            |
| 1993                                     | 1995    | Domenico Bova       | Parti démocrate de la gauche              | Député de la République italienne          |
| 1995                                     | 1999    | Giuseppe Certomà    | Parti communiste italien, Parti Démocrate | Docteur (titre)                            |
| 1999                                     | 2009    | Sisinio Zito        | Parti socialiste italien                  | Sénateur de la République italienne        |
| 2009                                     | actuel  | Giuseppe Certomà    | Parti Démocrate                           | Docteur (titre)                            |

## Personnalités liées à la commune
- Eugenio Bova (26 novembre 1875, Roccella Ionica - 1954, Locri) est un homme politique italien. Il fut Président du premier Cercle socialiste de Roccella Ionica et fonda plusieurs sections de parti. En 1906, il créa la Société de secours mutuel et de bienfaisance nommée Il lavoro[10].
- Domenico Bova (22 novembre 1946, Roccella Ionica) est un homme politique italien. Il fut Maire de Roccella Ionica, Député de la République italienne et Vice-Président de la Comunità montana Stilaro-Allaro-Limina.
- Raoul Bova (14 août 1971, Rome) est un acteur et mannequin italien. Ses parents étaient originaires de Roccella Ionica.
- Famille Carafa, Princes de Roccella.
- Raffaele Ursini (1926, Roccella Ionica - 22 novembre 1946, Lausanne), entrepreneur italien.

## Jumelages
- Arco (Italie) depuis 2007.

## Source
- (it) Cet article est partiellement ou en totalité issu de l’article de Wikipédia en italien intitulé « Roccella Ionica » (voir la liste des auteurs).

- (hu) Cet article est partiellement ou en totalité issu de l’article de Wikipédia en hongrois intitulé « Roccella Ionica » (voir la liste des auteurs).